# Бібіяна
Бібіяна — газове родовище на північному сході Бангладеш. Станом на кінець 2010-х вважається другим за розміром початкових запасів в історії країни і лише ненабагато поступається за цим показником родовищу Тітас.
Родовище належить до північно-східного завершення Бенгальського нафтогазоносного басейну, відомого також як басейн Сурма (останній пов'язаний із западиною Сурма, товщина осадкових порід у якій досягає 20 км). Поклади вуглеводнів належать до групи формацій Сурма, що сформувалась у міоцені — пліоцені в умовах чергування дельти із домінівними припливами та мілководного моря.
Газ родовища містить переважно метан (94,9 %), а також етан (2,4 %), пропан (0,9 %), бутани (0,5 %) та важчі вуглеводневі компоненти (0,9 %). Невуглеводневі компоненти (азот, двоокис вуглецю) становлять лише 0,3 %.
Родовище відкрили у 1998 році свердловиною Бібіяна-1, в якій під час тестування виявили шість продуктивних зон в інтервалі глибин від 2856 та 3459 метрів (всього на Бібіяні виявили не менше семи продуктивних зон).
Видобуток на Бібіяні почався у 2007-му, при цьому станом на 2019 рік на родовищі пробурили 26 свердловин і всі вони знаходились у експлуатації. На цей же момент видобувні запаси (категорії 2Р — доведені та ймовірні) оцінювались у 162,6 млрд м3 з яких 115,1 млрд м3 вже були вилучені. Середньодобовий видобуток у 2019-му дорівнював 36,8 млн м3 газу та біля 8,4 тисячі барелів конденсату, що становило 50 % та 75 % видобутку в усій країні.
Видачу підготованого газу спершу організували через перемичку до газотранспортного коридору Кайлаштіла – Ашугандж, а з 2015 року також ввели в експлуатацію газопровід Бібіяна – Дхануа. Крім того, неподалік від родовища створений потужний електроенергетичний майданчик (ТЕС Бібіяна II, ТЕС Бібіяна III, ТЕС Бібіяна-Південь), розрахований на споживання блакитного палива.
Вилучений в процесі підготовки конденсат спрямовується для перероблення по конденсатопроводу Бібіяна – Рашидпур.
Родовище належить до блоку 13, який у 1993-му отримала на умовах угоди про розподіл продукції компанія Occidental. Згодом вона поступилась цим блоком енергетичному гіганту Chevron, котрий наразі виступає оператором розробки.